# Instituto de Investigación Social Avanzada
El Instituto de Investigación Social Avanzada (en inglés Institute for Advanced Social Research) conocido por las siglas I-COMMUNITAS, es un centro de investigación de humanidades y ciencias sociales de la Universidad Pública de Navarra creado en noviembre de 2017 junto con el Instituto de Biología Multidisciplinar Aplicada. Este centro de investigación está situado en el Campus de Arrosadía de Pamplona.

## Objetivos
El Instituto de Investigación Social Avanzada es un centro dedicado a potenciar la investigación de calidad en el campo de las Humanidades y las Ciencias Sociales, favoreciendo prácticas interdisciplinares que redunden en la formación de nuevos investigadores, en el impulso de nuevas enseñanzas de posgrado y en una mayor proyección en la sociedad de los nuevos conocimientos, propuestas e ideas generadas, de tal manera que su contribución al desarrollo humano y social sea más eficaz.

El Instituto se dedica a la promoción del intercambio científico e intelectual en estos ámbitos con tres objetivos básicos:
- Hacer visible la investigación de excelencia en el campo de las Humanidades, la Ciencia Social y el Derecho que se realiza en la Universidad Pública de Navarra.
- Estrechar lazos entre las disciplinas humanísticas, sociales y jurídicas para favorecer una práctica investigadora interdisciplinar y transversal.
- Reforzar la colaboración con instituciones, empresas y asociaciones que operan directamente en los ámbitos cultural, social, político, jurídico y de la comunicación contribuyendo de manera más efectiva al fortalecimiento de la sociedad civil en su sentido más amplio.

## Organización de eventos
El Instituto de Investigación Social Avanzada, además de la investigación, realiza y organiza también eventos técnicos.